# Simone Buti
Simone Buti, född 19 september 1983 i Fucecchio, är en italiensk volleybollspelare. Buti blev olympisk silvermedaljör i volleyboll vid sommarspelen 2016 i Rio de Janeiro. Han avslutade sin spelarkarriär 2019.